# 李珍和
李珍和 (イ・ジンファ、イ・ジナ、ハングル: 이진화、ラテン翻字: LEE Jin-hwa、1986年10月10日 - )は、大韓民国忠清北道忠州市出身の女子サッカー選手。ポジションはディフェンダー。WKリーグ･大教カンガルーズ所属。

## 経歴
小学生時代は陸上競技の選手だった。忠州市内の中学校の3年次に在籍中、周囲の薦めによりサッカーを始める。
忠州蘂城 (イェソン) 女子高等学校に進学後もサッカーを続けた。3年次在籍中の2004年、U-19韓国代表に選出され、FIFA U-19女子選手権に出場した。
卒業後、永進専門大学（現・永進専門大学校）に進学したが、2005年11月22日に大学より、INACレオネッサとプロ契約した旨が発表された。翌2006年、大学を休学して来日、同国初の海外クラブチームでプレーする女子サッカー選手となった。当初は本名を登録名としていたが、2008年度より、愛称である「ジナ」に登録名を変更している。
2005年、2008年と東アジアサッカー選手権に出場する韓国代表に選出され、2005年には優勝を経験した。その後一時期代表からは遠ざかっていたが、2009年8月に行われた韓国代表の候補合宿に招集された。
2009年11月、韓国の女子サッカー全国リーグであるWKリーグのドラフト会議で、水原FMC女子サッカークラブから1位で指名された。2009年度シーズン終了後にINAC神戸を退団し帰国。その後大教カンガルーズに入団した。

## 個人成績
| 年   | クラブ             | リーグ           | 背番号 | ポジション | 試合 | 得点 |
| ---- | ------------------ | ---------------- | ------ | ---------- | ---- | ---- |
| 2006 | INACレオネッサ     | L･リーグ1部 (L1) | 3      | DF         |      |      |
| 2007 | INACレオネッサ     | L･リーグ1部 (L1) | 3      | DF         |      |      |
| 2008 | INACレオネッサ     | L･リーグ1部 (L1) | 3      | DF         |      |      |
| 2009 | INAC神戸レオネッサ | L･リーグ1部 (L1) | 3      | DF         | 7    | 0    |
| 2010 | 大教カンガルーズ   | WKリーグ         | 2      | DF         | 16   | 0    |
| 2011 | 大教カンガルーズ   | WKリーグ         | 2      | DF         |      |      |

## 代表歴等
- U-19 韓国女子代表
  - 2004年 FIFA U-19女子選手権
- 韓国女子代表
  - 2005年 東アジアサッカー選手権2005 優勝
  - 2008年 東アジアサッカー選手権2008 第4位
  - 2010年 東アジアサッカー選手権2010 第3位